# 瀧巖
瀧 巖（たき いわお、明治34年（1901年）6月19日 - 昭和59年（1984年）5月31日）は、日本の軟体動物学者、分類学者。表記揺れにより、瀧巌や滝巌と表記されることもある。兄である滝庸や波部忠重、黒田徳米らと共に、多板類、頭足類や腹足類など、多くの軟体動物を記載した。

## 生涯

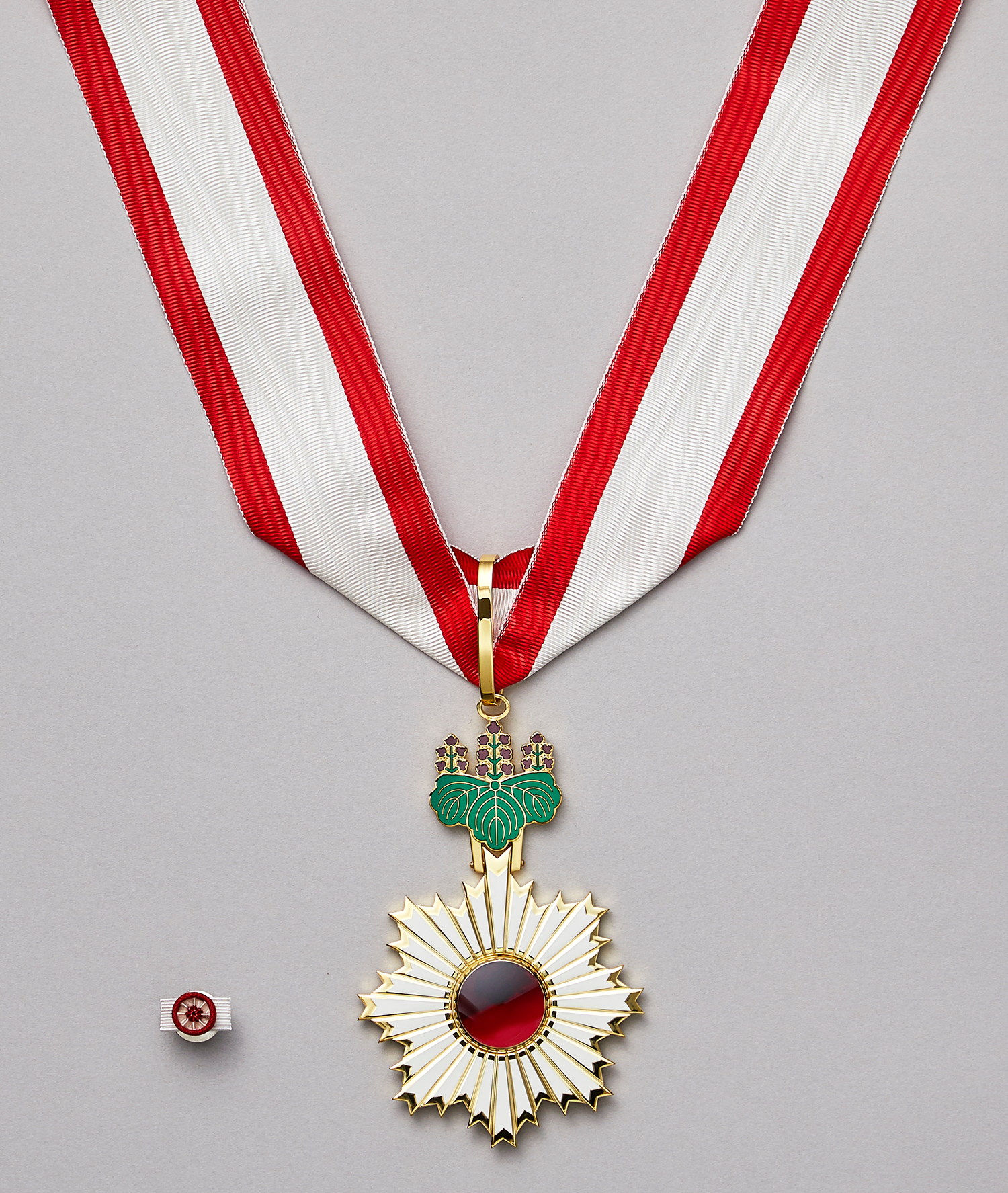
勲三等旭日中綬章。

明治34年（1901年）6月19日に愛媛県松山市に生まれる。兄に勧められ、大正9年（1920年）広島高等師範学校理科第3部（博物・地理）に入学し、大正13年（1924年）卒業し福岡県立中学伝習館教諭となる。翌14年（1925年）京都帝国大学理学部動物学科に入学し、昭和3年（1928年）に卒業とともに嘱託として瀬戸臨海実験所で働く。その秋には京都に戻り、大正天皇の御大典を期して日本貝類学会を創設し、機関誌『ヴヰナス』を発刊することに参画した。昭和4年（1929年）には京都帝国大学理学部動物学教室の助手となり、学生の動物分類学実習の手伝いや図書係に努めた。昭和8年（1933年）広島文理科大学付属臨海実験所助教授となる。昭和25年（1950年）には広島大学水畜産学部教授に就任し、付属臨海実験所の所長となる。臨海実験所にいたため殆ど卒業研究の指導に関与していなかったが、終戦直後の混乱期には1947年9月卒業の門洋一（1917年–1985年）の指導を行った。昭和27年（1952年）からは広島大学水畜産学部教授を主職とし、理学部教授、付属臨海実験所所長を兼職とし、兼職は翌28年まで務める。昭和28年（1953年）に日本貝類学会功労者表彰を受ける。昭和36年（1961年）から昭和40年（1965年）まで広島大学附属図書館水畜産学部分館長を務め、定年退職後広島大学名誉教授となる。また、昭和38年（1963年）から昭和53年まで日本貝類学会の会長を務め、昭和53年（1978年）には日本貝類学会名誉会長となる。広島大学を退職した昭和41年（1966年）から翌年まで関西外国語短期大学教授となり、翌42年（1967年）から翌年まで関西外国語大学教授を務める。その後、昭和42年（1967年）から昭和53年まで京都産業大学教授となり昭和53年（1978年）から翌年まで同大学客員教授、昭和54年（1979年）から同56年まで同大学非常勤講師として働いた。この間の昭和46年（1971年）に勲三等旭日中綬章を受賞している。そして昭和59年（1984年）5月31日に逝去し、正三位に叙せられた。

## 著作物
以下は主に日本貝類学会 (1984e)に基づく。

### 論文など
- 瀧巖 (1929). “モノアラガイの成長に及ぼす養水の量の影響”. 動物学雑誌 41 (490–491):  414–416.
- 瀧巖 (1932). “ヒザラガイ類殻板における異状の数例について”. 京都大学理学部紀要 8 (1):  27–64.
- Taki, Iwao (1935). “Notes on a warty growth on the head of some land snails”. Jour. Sci. Hiroshima Univ.. B, Div. 1 (3):  159–183.
- Taki, Iwao (1936). “Observations on autography in octopus”. Annotationes Zoologicae Japonese 15 (3):  352–354.
- 瀧巖 (1937). “マダコ属3種の雌雄”. 動物学雑誌 49:  92–93.
- 瀧巖 (1940). “頭足類の鰓腺について”. 動物学雑誌 52:  91–92.
- 瀧巖 (1941). “マダコの去勢について”. 動物学雑誌 50:  109–110.
- 瀧巖 (1943). “タコに関する研究（Ⅰ）鰓腺”. 広島大学理学部紀要 10 (8):  131–151.
- 瀧巖 (1949). “頭足類の観察”. 兵庫生物 1 (3):  1–5.
- 瀧巖 (1950). “和歌山県産ヒザラガイ目録”. 南紀生物 1 (3):  122–124.
- Taki, Iwao; Habe, Tadashige (1950). “Xylophagidae in Japan”. Illustrated Catalogue of Japanese Shells (7):  45–47.
- Taki, Iwao; Habe, Tadashige (1955). “Gastrochaenidae in Japan”. ibid. 2 (1):  1–6.
- Taki, Iwao; Habe, Tadashige (1955). “Pholadidae in Japan”. ibid. 2 (2):  7–15.
- 瀧巖 (1959). “イカ・タコ類の生態と人生関係 1”. 自然科学と博物館 26 (5-6):  1–7.
- 瀧巖 (1959). “イカ・タコ類の生態と人生関係 2”. 自然科学と博物館 26 (7-8):  1–11.
- 瀧巖 (1959). “尾道水道及び付近の貝類についての考察”. 兵庫生物 3 (5):  394–395.
- 瀧巖 (1961). “頭足類の系統についての考察（要旨）”. 動物分類学会会報 (25):  10.
- Taki, Iwao (1961). “On two new eledonid octopods from the Antarctic Sea”. Journal of the Faculty of Fisheries & Animal Husbandary, Hiroshima University 3 (2):  297–316.
- 瀧巖 (1962). “日本産頭足類相に新加入の種について”. 動物学雑誌 71:  397–398.
- 瀧巖 (1962). “頭足類採集便覧”. ちりぼたん 2 (3):  63–76.
- Taki, Iwao (1963). “On four newly known species of Octopoda from Japan”. Journal of the Faculty of Fisheries & Animal Husbandary, Hiroshima University 5 (1):  57–93.
- 瀧巖 (1964). “On eleven new species of the Cephalopoda from Japan including two new genera of Octopodinae”. ibid 5 (2):  77–343.
- Taki, Iwao (1964). “On the morphology and physiology of the branchial gland in Cephalopoda”. ibid 5 (2):  345–408.
- 瀧巖・五十嵐孝夫 (1967). “北海道大学水産学部（函館）資料水産館 資料”. 北海道水産学部水産資料館所蔵 頭足類標本目録 (故佐々木望博士蒐集標本及び水産動物学教室蒐集標本). pp. 1–27.
- 瀧巖 (1973). “生物学御研究所編, 相模湾貝類”. 貝類学雑誌 31 (4):  138.
- Taki, Iwao (1972). “On a new species of Lamellaria (L. utinomii, n. sp.) from Shirahama, Wakayama Prefecture, Japan (Mol., Gastropoda)”. Publications of the Seto Marine Biological Laboratory 21 (1):  1–12.
- 瀧巖 (1973). “駒井卓先生の追悼”. 貝類学雑誌 Venus : the Japanese journal of malacology 31 (4):  164. doi:10.18941/venusjjm.31.4_164_1. ISSN 0042-3580.
- 瀧巖 (1975). “オウムガイ類の貝殻と"turbo"の語について”. ターボ機械 3 (5):  801–803.
- 瀧巖 (1978). “軟体動物の分類”. Venus 37 (3):  160–162.
- Taki, Iwao (1981). “A catalogue of the Cephalopoda of Wakayama Prefecture”. Catalogue of Molluscs of Wakayama Prefecture of Kii (1):  233–264.

### 書籍
- 瀧巖『広島県産貝類目録』広島県、1938年。doi:10.11501/1903879。
- 瀧巖『有用・有害・観賞水産動植物図鑑（貝類）』大地書院、1938年。
- 瀧巖 (1950). 頭足類の諸考察 in 中村健児 編『現代生物学の諸問題』増進堂、1950年。
- 瀧巖 著、広島鉄道局編（観光案内第一輯） 編『瀬戸内海の魚貝類』日本交通公社広島支社、1950年。
- 瀧巖『学生版 動物図鑑（貝類）』北隆館、1954年。
- 瀧巖 (1960). 頭足綱 in 岡田要 他『原色動物大図鑑〈第３巻〉 棘皮・毛顎・前肛・軟体動物』北隆館、1960年、38–4頁。
- 瀧巖 (1965). 頭足綱 in 内田亨 他『新日本動物図鑑』2号、北隆館、1965年、307–326頁。
- 瀧巖 (1977). 頭足綱 in 今島実、武田正倫 編『新編日本動物図鑑』北隆館、1977年、332–337頁。

## 命名した分類群（種階級）
以下は 日本貝類学会 (1984c) に基づく。

### 多板類
- ビロウドヒザラガイ Acanthochiton dissimilis Isao Taki & Iwao Taki, 1931
- クサズリガイ Chiton kurodai Isao Taki & Iwao Taki, 1929
- オオクサズリガイ Chiton komainus Isao Taki & Iwao Taki, 1929
- イモムシガイ Cryptoplax propior Isao Taki & Iwao Taki, 1930
- セダカヤスリヒザラガイ Ischnochiton (Lepidozona) iyoensis Isao Taki & Iwao Taki, 1929
- Ischnochiton comptus Gould, 1859 form isaoi Iwao Taki, 1964[8]
- セスジヒザラガイ Ischnochiton (Stenoplax) uenustus Isao Taki & Iwao Taki, 1931
- サメハダヒザラガイ Lepidopleurus hirasei Isao Taki & Iwao Taki, 1929
- ヒトデヒザラガイ Notoplax (Ikedaella) conicus Isao Taki & Iwao Taki, 1929
- ベニヒザラガイ Notoplax (Notoplax) dalli Isao Taki & Iwao Taki, 1929

### 頭足類
- クロダコ Benthoctopus fuscus Iwao Taki, 1964
- スミレダコ Benthoctopus violescens Iwao Taki, 1964
- シマダコ Callistoctopus arakawai Iwao Taki, 1964
- ワモンダコ Callistoctopus meganocellatus Iwao Taki, 1964
- ゴマフイカ Calliteuthis inermis Iwao Taki, 1964
- タラバホタルイカモドキ Enoploteuthis therarage Iwao Taki, 1964
- テナガヤワラダコ Idioctopus gracilipes Iwao Taki, 1962
- オオイチレツダコ Megaleledone senoi Iwao Taki, 1961
- メジロダコ Octopus marginatus Iwao Taki, 1964
- テギレダコ Octopus (Octopus) mutilans Iwao Taki, 1942
- マツバダコ Octopus (Octopus) sasakii Iwao Taki, 1942 [for Octopus globosus Sasaki, 1929]
- ツメイカダマシ Onykia japonica Iwao Taki, 1964
- センベイダコ Ophisthoteuthis japonica Iwao Taki, 1962
- Pareledone umitakae Iwao Taki, 1961
- エゾクモダコ Paroctopus araneoides Iwao Taki, 1964
- オオメダコ Paroctopus megalops Iwao Taki, 1964
- セビロダコ Sasakinella eurycephala Iwao Taki, 1964

### 腹足類
- イボベッコウタマガイ Lamellaria utinomii Iwao Taki, 1972（Coriocella nigra Blainville, 1824の異名とされる）
- モリヤギセルガイ Mesophaedusa moriyai Kuroda & Iwao Taki, 1944
- ヒメアワモチ Oncidella kurodai Isao Taki & Iwao Taki, 1935
- ヤマトヒメアワモチ Oncidella orientalis Isao Taki & Iwao Taki, 1935（ヒメアワモチの異名とされる）
- オオネズミガイ Polynices (mammilla) kurodai Iwao Taki, 1942 [for Natica macrostoma Philippi, 1852]
- タイシャクギセルガイ Stereophaedusa costifera Kuroda & Iwao Taki, 1944
- カワモトギセルガイ Tyrannophaedusa kawamotoi Kuroda & Iwao Taki, 1944

### 二枚貝類
- コマイオオフナクイムシ Bankia (Bankia) komaii Iwao Taki & Habe, 1945
- ニヨリフナクイムシ Kuphus (Coeloteredo) teredoides Iwao Taki & Habe, 1945
- キイフナクイムシ Kuphus (Idioteredo) kiiensis Iwao Taki & Habe, 1945
- チビカモメガイ Mesopholus intusgranosa Iwao Taki & Habe, 1945
- ミジンカモメガイ Mesopholus nucicola Iwao Taki & Habe, 1945
- Psiloteredo (Phylloteredo) amboinensis Iwao Taki & Habe, 1945
- キラフナクイムシ Psiloteredo (Phylloteredo) kirai Iwao Taki & Habe, 1945
- ウチワフナクイムシ Psiloteredo (Psiloteredo) pentagonalis Iwao Taki & Habe, 1945
- イナズママメアゲマキ Scintilia violescens Kuroda & Iwao Taki, 1962
- タイワンフナクイムシ Teredo (Lyrodus) taiwanensis Iwao Taki & Habe, 1945
- キクイガイ Xylophaga rikuzenica Iwao Taki & Habe, 1945

## 命名した分類群（属階級以上）
以下は日本貝類学会 (1984c) に基づく。

### 属階級群
- シマダコ属 genus Callistoctopus Iwao Taki, 1964
- テナガヤワラダコ属 genus Idioctopus Iwao Taki, 1962
- subgenus Idioteredo Iwao Taki & Habe, 1945
- ヒトデヒザラガイ亜属 subgenus Ikedaella Isao Taki & Iwao Taki, 1929
- オオイチレツダコ属[9] genus Megaleledone Iwao Taki, 1961
- チビカモメガイ属 genus Mesopholus Iwao Taki & Habe, 1945
- genus Protoxylophaga Iwao Taki & Habe, 1945
- セビロダコ属 genus Sasakinella Iwao Taki, 1964

### 科階級群
- テナガヤワラダコ科 family Idioctopodidae Iwao Taki, 1962
- subfamily Megaleledonidae Iwao Taki, 1961

### 門階級群
- 卵黄軟体動物亜門 subphylum Lecithophora Iwao Taki, 1961
- 幼生軟体動物亜門 subphylum Larvacea Iwao Taki, 1961

## 献名された生物
同じ軟体動物学者の滝庸（たき いさお）との区別のため、フルネームが使われているものも多い。
- イトマユイガイ Adipicola iwaotakii (Habe, 1958) [syn. Adula iwaotakii Habe, 1958][10]
- タキイトカケ Amaea iwaotakii Azuma, 1961[10]
- タキジミアガイ Dimya radiata takii Kuroda, 1932[10]
- タキハネガイ Divarilima iwaotakii (Habe, 1961) [syn. Acesta iwaotakii Habe, 1961][10]
- イワオサメハダヒザラガイ Ferreiraella takii (Wu & Okutani, 1984)[10]
- ウロコガイ Galeomma takii Kuroda, 1928[10]
- タキギセル Hemiphaedusa hemileuca takii Kuroda, 1936[10]
- イワオボラ Iwaoa reticulata Kuroda, 1953[10]
- スミレフクレキリオレ Monophorus iwaotakii (Kosuge, 1963) [syn. Notosinister iwaotakii Kosuge, 1963][10]
- イワオオリイレボラ Nipponaphera iwaotakii Habe, 1961[10]
- ウミマイマイ Salinator takii Kuroda, 1928[10]
- タキエビスガイ Tristichotrochus iwaotakii Azuma, 1961[10]